# Сарбулак (Хобдинський район)
Сарбулак (каз. Сарыбұлақ) — село у складі Хобдинського району Актюбінської області Казахстану. Адміністративний центр та єдиний населений пункт Сарбулацького сільського округу.
У радянські часи село називалось Сорбулак.
Населення — 502 особи (2021; 764 у 2009, 1152 у 1999, 1525 у 1989).